# Verbascum conrathi
Verbascum conrathi är en flenörtsväxtart som beskrevs av August von Hayek och Svante Samuel Murbeck. Verbascum conrathi ingår i släktet kungsljus, och familjen flenörtsväxter. Inga underarter finns listade i Catalogue of Life.